# 财政拖累
财政拖累是指由于税收起点的上涨与通货膨胀水平不符，导致税务收入的上升，人民实际收入减少。

## 例子
假使某人一年收入为20000美元，当时收税起点为5000美元以上收税20%，这样他一年缴税为(20000-5000)x0.2 = 3000美元，即收入的15%。现在假使由于通货膨胀，其收入上涨5%，至21000美元，但政府将税收起点上调2%（即5100美元以上收税20%），那么他今年将缴税(21000-5100)x0.2=3180美元，即收入的15.14%。这样使得收入中缴税比例提高，导致财政拖累。

## 税级攀升
税级攀升（Bracket creep）用以描述通货膨胀将薪酬推高至较高税收级别（Tax Brackets）。由于很多累进税制并不会因通货膨胀而调整，当通货膨胀发生，薪酬的账面水平上涨时会被征以更高的税，但薪酬的实际水平可能根本没有增长。这样除非累进税制或税率进行调整来补偿薪酬的损失，否则会导致实际的税收会增长。

## 政治影响
虽然采用指数连动税级（Index-linked Tax Brackets）可以克服（账面的）财政拖累，但这可能会引起政治上的不满。這是由於很多投票人对财政拖累并不知晓，政府因此會更偏向仅仅每几年人工调整税收水平，虽然这样会引起实际收入的下降，但纳税人反而会认为政府实际提供了更多税务优惠。
然而有时当财政拖累发生时，即使税收级别不变，也会导致税收收入的上升。例如爱尔兰就是如此，这是由于该国从近年来欧洲央行的低利率货币政策受益，经济增长可观。